# 1999

## Події

### Січень
- 1 січня — Німеччина розпочала головування в Раді ЄС[1].
- 1 січня — Введення євро в безготівкових розрахунках.
- 4 січня • Вперше з часів Карла Великого, що правив у 9-у столітті, в Західній Європі почала ходження єдина валюта[2] — на торгах валютних бірж вперше почато операції з «євро», покликаною зміцнити економіку і сприяти подальшій інтеграції 11 європейських держав. На час закриття торгів співвідношення євро/долар склало 1,17. Починаючи з 1 січня 2002 року, євро увійшла і в готівковий оберт з метою замінити до липня національні валюти країн ЄЕС.
- 5 січня • На території «вільній від польотів» на півдні Іраку безслідно зникли чотири реактивних літаки США — перший випадок за попередні шість років санкцій проти Іраку.
- 24 січня — Сильний землетрус у Колумбії, загинуло близько 700 чоловік.

### Лютий
- 17 лютого • Верховна Рада України ухвалила рішення про зняття депутатської недоторканності з Павла Лазаренка за порушеною 14 вересня 1998 року Генеральною прокуратурою України справою по звинуваченню за розкрадання державного майна в особливо великих розмірах.
- 19 лютого • В аеропорту Нью-Йорка був затриманий екс-прем'єр-міністр України Павло Лазаренко. Він звернувся до американської влади щодо політичного притулку у зв'язку з переслідуванням в Україні. У 2006 році Лазаренко був засуджений у США до 97 місяців ув'язнення та штрафу понад 10 млн доларів.
- 22 лютого • Через втрату популярності компанія Levi Strauss оголосила про закриття у США 11 зі своїх 22-х фабрик пошиття джинсового одягу і звільнення 5900 співробітників.
- 23 лютого • Великі снігопади в Альпах привели до загибелі п'яти і зникнення тринадцяти чоловік в Австрії, Швейцарії, Франції та Німеччині. У наступні дні від снігових лавин в австрійських Альпах загинуло ще 9 людей і 30 зникли безвісті.

### Березень
- 1 березня — набрала чинності Оттавська конвенція, або Конвенція про заборону застосування протипіхотних мін.
- 1 березня швейцарець Бертран Пікар і британець Браян Джонс завершили перший в історії навколосвітній політ на повітряній кулі — за 19 днів 21 годину і 47 хвилин на «Breitling Orbiter 3» вони подолали відстань 45 755 кілометрів.
- 8 березня • Проти компанії Intel порушено судову справу з приводу її монопольного положення на ринку комп'ютерних чипів.
- 12 березня • Угорщина, Польща і Чехія вступили до НАТО. Загальна кількість держав — членів Північноатлантичного блоку досягла 19-и. Прийнята 29 квітня 1999 року нова стратегічна концепція НАТО проголосила відмову від оборонної доктрини і готовність до виконання воєнних операцій в регіонах можливих локальних криз.
- 24 березня — авіація НАТО розпочала бомбардування Югославії.

### Квітень
- 20 квітня — Трагедія в середній школі Колумбайн (Літлтон, Колорадо, США). Двоє підлітків розстріляли своїх однокласників і вчителя.
- 30 квітня — у зв'язку з виконанням свого мандату в Україні завершила роботу місія ОБСЄ.

### Червень
- 8 червня — вперше в Україні стала доступною програма міжнародного бакалаврату. Навчання за цією програмою запропонувала своїм учням Печерська міжнародна школа в Києві.

### Липень
- 1 липня — Фінляндія розпочала головування в Раді ЄС[1].

### Серпень
- 17 серпня — На північному заході Туреччини стався землетрус силою 7,6 балів з епіцентром біля міста Ізмір. Загинуло близько 18000 осіб.

### Вересень
- 4 вересня — Підірвано п'ятиповерховий житловий будинок у Буйнакську (Дагестан, Росія). У результаті теракту загинули 64 чоловік, близько 100 одержали поранення.
- 9 вересня — Стався вибух в дев'ятиповерховому житловому будинку на вулиці Гур'янова в Москві. Загинуло 94, одержали поранення 164 чоловік.
- 13 вересня — Потужний вибух зруйнував восьмиповерховий будинок на Каширському шосе в Москві — 119 загиблих.
- 16 вересня — Стався вибух між 9-поверховим житловим панельним будинком і будівлею РУВС в Волгодонську (Росія). Загинуло 17, постраждало понад 100 осіб.

### Жовтень
- 12 жовтня — Військовий переворот у Пакистані, до влади прийшов генерал Первез Мушарраф.

### Листопад
- 12 листопада — Землетрус на північному заході Туреччини.
- 16 листопада — засновано Премію Кабінету Міністрів України за особливі досягнення молоді у розбудові України.

Конституційний Суд України визнав смертну кару суперечну з Конституцією України.

### Грудень
- 31 грудня — Борис Єльцин пішов у відставку з поста президента Російської Федерації. В той же день Єльцин назначив Володимира Путіна тимчасово виконуючим обов'язки президента Росії.

## Народились
Дивись також: Категорія:Народились 1999
- 10 січня — Мейсон Маунт, англійський футболіст.
- 30 січня — Дмитро Різник, український футболіст, воротар донецького «Шахтаря» та збірної України.
- 27 лютого — Валерій Бондар, український футболіст, захисник донецького «Шахтаря» та збірної України.
- 9 квітня:
  - Айзек Гемпстед Райт — англійський актор.
  - Lil Nas X — американський репер, співак і автор пісень.
- 14 квітня — Маттео Гендузі, французький футболіст.
- 23 квітня — Сон Чейон, південно — корейська співачка, реперка та учасниця гурту Twice
- 11 травня — Сабріна Карпентер, американська акторка, співачка і фотомодель.
- 27 травня — Лілі-Роуз Депп, американсько-французька акторка, модель та співачка.
- 28 травня — Камерон Бойс, американський актор і танцюрист.
- 29 травня — Віталій Миколенко, український футболіст, лівий захисник англійського «Евертона» та збірної України.
- 14 червня — Чжоу Цзиюй, тайванська співачка та макне гурту Twice
- 27 червня — Чендлер Ріггз, молодий американський актор.
- 30 липня — Джої Кінг, американська акторка.
- 12 серпня — Маттейс де Лігт, нідерландський футболіст.
- 26 серпня — Юхим Конопля, український футболіст, правий захисник донецького «Шахтаря» та збірної України.
- 25 вересня — TheBrianMaps, російський російськомовний відеоблогер.
- 7 жовтня — Мар'яна Ро, російська відеоблогерка та співачка.
- 15 жовтня — Бейлі Медісон, американська акторка.
- 10 листопада:
  - Кірнан Шипка — американська акторка.
  - Арман Дюплантіс — шведський легкоатлет.
- 21 листопада — Ісая Файрбрейс, вокаліст.
- 5 грудня — Маша Кондратенко, українська співачка, акторка та блогерка.
- 30 грудня — Жан-Клер Тодібо, французький футболіст.

## Померли
Дивись також: Категорія:Померли 1999, Список померлих 1999 року

### Лютий
- 13 лютого — Молостова Ірина Олександрівна, режисерка (*1929).
- 25 лютого — Сіборґ Ґленн, американський фізик, лауреат Нобелівської премії з хімії (1951).
- Березень
- 25 березня — В'ячеслав Чорновіл, народний депутат України

### Травень
- 10 травня — Володимир Федосійович Карабут, український філософ і поет.

### Червень
- 1 червня — Крістофер Кокерелл, англійський інженер, винахідник судна на повітряній подушці

### Липень
- 9 липня — Петро Степанович Непорожній, український радянський енергетик і вчений, міністр енергетики СРСР з 1962 по 1985

## Нобелівська премія
- з фізики: Герард 'т Хоофт; Мартін Вельтман
- з хімії: Ахмед Хассан Зевейл
- з медицини та фізіології: Гюнтер Блобель
- з економіки: Роберт Манделл
- з літератури: Гюнтер Грасс (Gunter Grass)
- Нобелівська премія миру: «Лікарі без кордонів»

## Національна премія України імені Тараса Шевченка
Див. Національна премія України імені Тараса Шевченка — лауреати 1999 року.

## Державна премія України в галузі науки і техніки1999
Список лауреатів див. Лауреати Державної премії України в галузі науки і техніки (1999).